# Ritmična gimnastika
Ritmična gimnastika je športna zvrst, ki združuje prvine gimnastike, baleta in plesa. V ritmični gimnastiki tekmujejo le ženske, vendar se npr. na Japonskem z njo ukvarjajo tudi moški. Tekmovalke tekmujejo v individualnih ali skupinskih vajah, in sicer z različnimi rekviziti – s kolebnico, obročem (lahko je tudi prelepljen s posebnim trakom), žogo (najbolj elegantnim rekvizitom), trakom (med točko se z njim ne smeš dotakniti tal ali telesa) in kijema. Če ritmična gimnastičarka nastopa brez rekvizitov, gre za podzvrst ritmične gimnastike – estetsko gimnastiko, ki temelji predvsem na plesu z gimnastičnimi elementi. 
Ritmične gimnastičarke rekvizite uporabljajo na različne načine. Žogo npr. odbijajo s celotnim telesom (trupom, rokami in nogami) ali pa se žoga kotali po njem. Med izvajanjem elementov jo morajo imeti ves čas pod nadzorom in pomembno je, da se ne odkotali stran ter da ne pade nenadzorovano na tla, če jo vržejo. Podobno je z obročem, medtem ko je pri traku pomembneje oblikovanje različnih likov z njim. Največjo koncentracijo in natančnost zahtevata kija, saj mora tekmovalka nadzorovati dva rekvizita naenkrat. Sodnice na tekmovanjih ocenjujejo izvedbo ter težavnost

## Zgodovina
Ritmična gimnastika je nastala iz idej Jean-Georgesa Noverrea (1727–1810), Françoisa Delsarteja (1811–1871) in Rudolfa Bodeja (1881–1970), ki so vsi verjeli v gibalno izražanje, kjer se je s plesom izrazil in vadite različne dele telesa. Peter Henry Ling je to idejo nadalje razvil v svojem švedskem sistemu proste vadbe iz 19. stoletja, ki je spodbujal "estetsko gimnastiko", v kateri so študenti svoje gibanje in čustva izrazili s premikanjem telesa. To idejo je podaljšala Catharine Beecher, ki je leta 1837 ustanovila Zahodni ženski inštitut v Ohiu v Združenih državah Amerike. V Beecherjevem gimnastičnem programu, imenovanem ples brez plesa, so se mlade ženske ukvarjale z glasbo, prehajale iz preproste kaistetike v bolj naporne dejavnosti.
V 1880. letih je Émile Jaques-Dalcroze iz Švice razvil evritmiko, obliko fizičnega treninga za glasbenike in plesalce. George Demeny iz Francije je ustvaril vaje za glasbo, ki so bile zasnovane za spodbujanje gracioznosti gibanja, mišične prožnosti in dobre drže. Vsi ti slogi so bili okoli leta 1900 združeni v švedsko šolo ritmične gimnastike, ki je kasneje dodala plesne elemente s Finske. Približno v tem času je Ernst Idla iz Estonije določil stopnjo težavnosti za vsako gibanje. Leta 1929 je Hinrich Medau v Berlinu ustanovil šolo Medau za šolanje telovadcev iz "sodobne gimnastike" in za razvoj uporabe naprav
Tekmovalna ritmična gimnastika se je začela v 40. letih dvajsetega stoletja v Sovjetski zvezi. Mednarodna gimnastična zveza (FIG) je to disciplino formalno priznala leta 1961, najprej kot moderno gimnastiko, nato kot ritmično športno gimnastiko in nazadnje kot ritmično gimnastiko. Prvo svetovno prvenstvo za posamezne ritmične gimnastičarke je bilo leta 1963 v Budimpešti. Skupine so bile na isti ravni predstavljene leta 1967 v Kopenhagnu na Danskem. Ritmična gimnastika se je prvič pojavila na poletnih olimpijskih igrah leta 1984 v Los Angelesu, in sicer s posamičnim tekmovanjem v mnogoboju. Kljub temu je Sovjetska zveza prisilila bojkotirati številne federacije iz vzhodnoevropskih držav. Kanadčanka Lori Fung je bila prva ritmična gimnastičarka, ki si je prislužila zlato olimpijsko medaljo. Skupinsko tekmovanje se je pojavilo na poletnih olimpijskih igrah leta 1996 v Atlanti. Španska ekipa je prvo zlato medaljo v skupinskih sestavah osvojila z ekipo, ki so jo sestavljali Estela Giménez, Marta Baldó, Nuria Cabanillas, Lorena Guréndez, Estíbaliz Martínez in Tania Lamarca.

## Velika tekmovanja
Od leta 2019 so v skladu s tehničnimi predpisi, ki jih je določila Mednarodna zveza za gimnastiko (FIG), edina uradna tekmovanja, na katerih se globalno odvijajo tekmovanja v ritmični gimnastiki, svetovna prvenstva; serije svetovnega pokala (vključno z neaktivnim finalom svetovnega pokala in kvalifikacijami za svetovni pokal); svetovne igre; in olimpijske igre (pa tudi olimpijske igre mladih). Od leta 2019 se mladinsko svetovno prvenstvo odvija vsaki dve leti.